# 구잠정

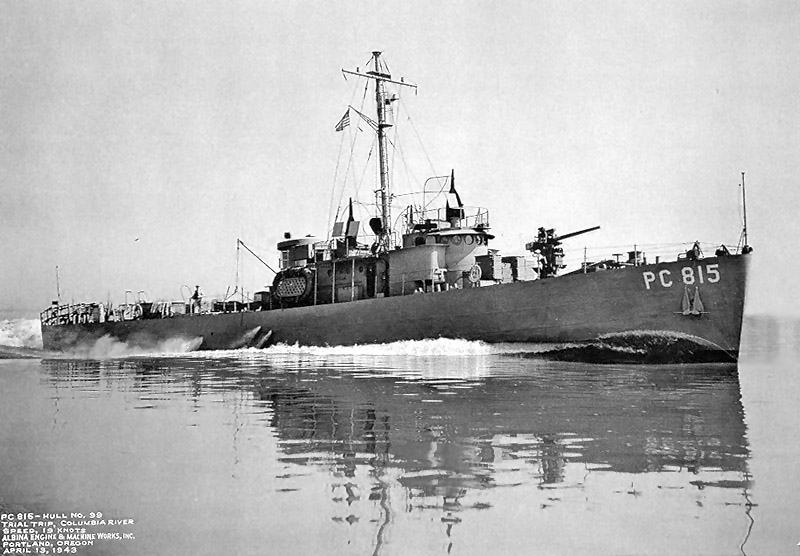
제2차 세계 대전에 이용된 미국의 구잠정 중 하나인 USS PC-815.

구잠정(驅潛艇, submarine chaser)은 대잠수함전에 특화된 소형 쾌속 군함이다. 대체로 기준 배수량이 1000톤 이하이며, 100톤 이하의 소형 함선도 많다. 국지적인 경비나 다른 함선의 호위 역할을 한다. 근해나 해안 부근의 활동을 위한 항해 능력이 있으며, 대잠수함전용 병기와 센서를 비롯한 장비를 갖추고 있다.